# Magomed Kurbanov
Magomed Guseinovich Kurbanov (in russo Магомед Гусейнович Курбанов?; Botlichskij rajon, 8 febbraio 1993) è un lottatore russo, di origini del Daghestan, specializzato nella lotta libera.

## Biografia
Si è laureato campione continentale agli europei di Varsavia 2021, battendo in finale lo svizzero Samuel Scherrer nel torneo dei 92 chilogrammi. Ha rappresentato la Federazione russa di lotta ai mondiali di Oslo 2021, dove è rimasto sconfitto in finale contro l'iraniano Kamran Ghasempour.

## Palmarès
| Anno                                               | Manifestazione | Sede     | Evento | Risultato | Note |
| -------------------------------------------------- | -------------- | -------- | ------ | --------- | ---- |
| In rappresentanza della Russia                     |                |          |        |           |      |
| 2019                                               | Europei        | Bucarest | 92 kg  | 5º        |      |
| 2021                                               | Europei        | Varsavia | 92 kg  | Oro       |      |
| In rappresentanza della Federazione russa di lotta |                |          |        |           |      |
| 2021                                               | Mondiali       | Oslo     | 92 kg  | Argento   |      |